# مرغابی سیاه آفریقایی
مرغابی سیاه آفریقایی (نام علمی: Anas sparsa) نام یک گونه از سرده مرغابی‌ها است.